# Monument voor koningin Emma (Baarn)

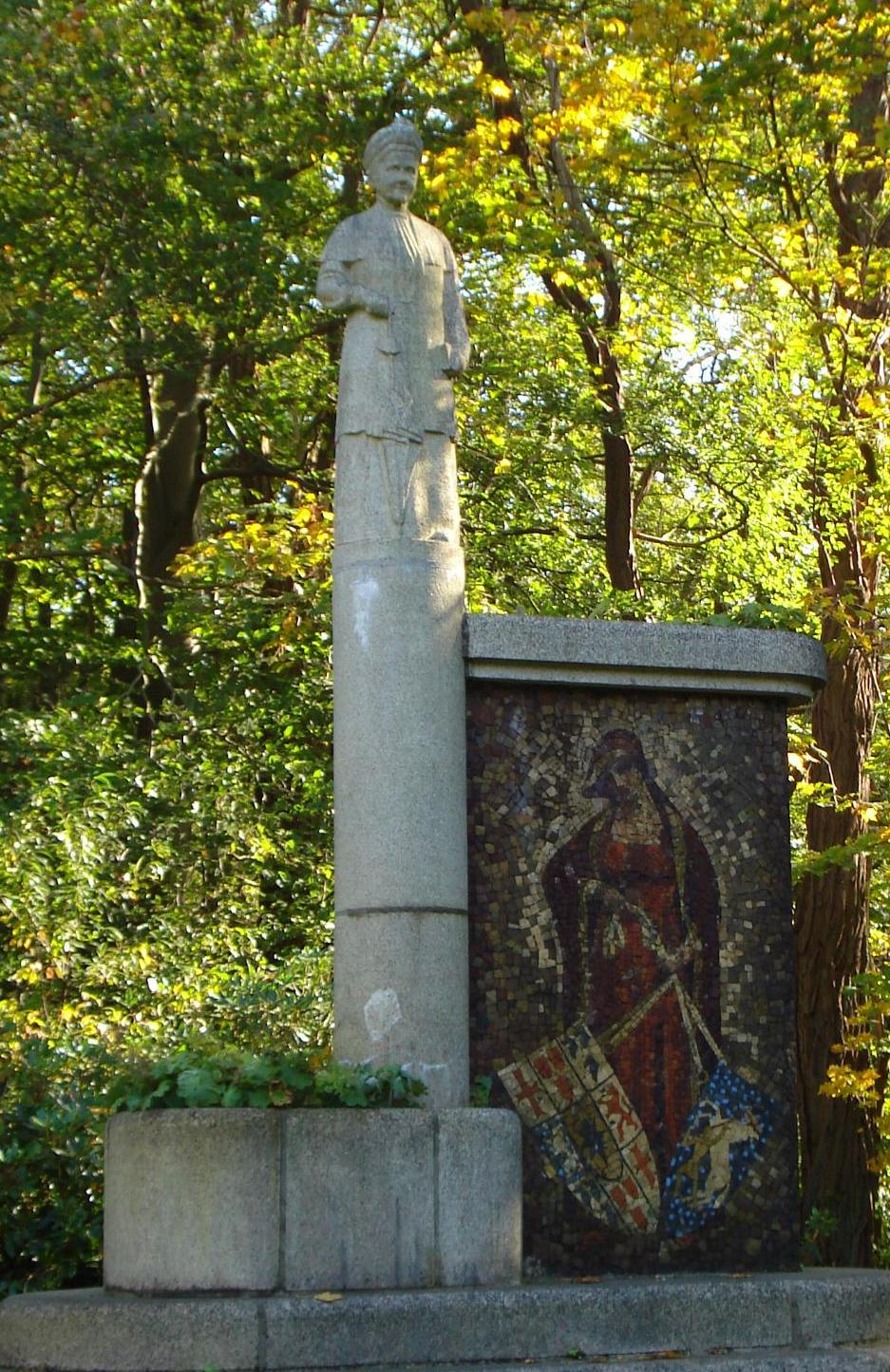
Het Baarnse Emma-monument

Het Monument voor koningin Emma is een beeld van koningin Emma in Baarn. Het beeld is vervaardigd door de Nederlandse beeldhouwer Gerrit Jan van der Veen en bevindt zich aan de Gerrit van der Veenlaan. Het monument werd gecreëerd in opdracht van het Koninklijk Huis en staat vlak bij de Emmabrug.
Het beeld staat op een hoge sokkel en stelt de koningin-regentes wandelend, met parasol in de ene en een (psalm?)boek in de andere hand, wandelend voor. Op het daarnaast, lager, aangebrachte mozaïek is een vrouwenfiguur te zien die de wapens van het vorstendom Waldeck en de gemeente Baarn vasthoudt. Het gemeentewapen van Baarn toont een door een slaaf geleid paard. Dit wapen is sinds 1969 in onbruik geraakt. Het monument is voorzien van dit opschrift:
IN EERBIEDIG DANKBAAR GEDENKEN AAN KONINGIN EMMA HOOGE AMBACHTSVROUWE VAN BAARN 24.11.1890 - 20.3.1934
Onduidelijk is, of de vorstin hier een hoge ambachtsvrouwe genoemd wordt die door de gemeente Baarn wordt geëerbiedigd, of dat zij door de gemeente Baarn werd beschouwd als een hoge ambachtsvrouwe van Baarn.
Het beeld werd in 1937 onthuld door koningin Wilhelmina.